# Thuliadanta
Thuliadanta es un género extinto de mamífero perisodáctilo ceratomorfo cercanamente relacionado con los tapires modernos, cuyos fósiles se encontraron en depósitos de inicios del Eoceno en el Ártico canadiense (Nunavut y Territorios del Noroeste). 

## Significado paleogeográfico
Thuliadanta es conocido por ser el tapiroideo con el rango latitudinal situado más hacia el norte, lo que indica un posible origen norteamericano para los Tapiroidea. Al usar al tapir de montaña como un análogo moderno, Thuliadanta puede haber sido un habitante de los bosques de tierras bajas templados del Ártico del Eoceno.